# Lípa v Modlibohově
Lípa v Modlibohově je památný strom rostoucí na území města Český Dub, které se nachází na severu České republiky, v Libereckém kraji, a to západně od krajského města Liberce.

## Poloha a historie
Strom roste v severních partiích města v místní části Hoření Starý Dub, u křižovatky hlavních komunikací, a sice silnice číslo II/278 a z ní odbočující komunikace číslo III/2784. Západně od stromu protéká potok Ještědka a jižním směrem se nachází kaple Navštívení Panny Marie. O prohlášení stromu za kulturní památku rozhodl městský úřad v České Dubu, jenž 27. července 1993 vydal příslušný dokument, jenž nabyl účinnosti 16. srpna 1993.

## Popis
Památný strom je lípa srdčitá (Tilia cordata) o výšce 25 metrů. Obvod kmene stromu činí 575 centimetrů. Kolem stromu je definováno ochranné pásmo, jehož parametry odpovídají zákonné normě.